# Praha-Běchovice střed
Praha-Běchovice střed egy csehországi vasútállomás, Prágában.

## Megközelítés helyi közlekedéssel
- Busz:  109, 163, 209, 221, 250, 903
- Vonat:   S1   S7

## Vasútvonalak
Az állomást az alábbi vasútvonalak érintik:
- Prága–Kolín-vasútvonal

## Szomszédos állomások
A vasútállomáshoz az alábbi állomások vannak a legközelebb:
- Praha-Běchovice (Prága–Kolín-vasútvonal, Praha hlavní nádraží)
- Praha-Klánovice (Prága–Kolín-vasútvonal, Kolín)